# Forceren

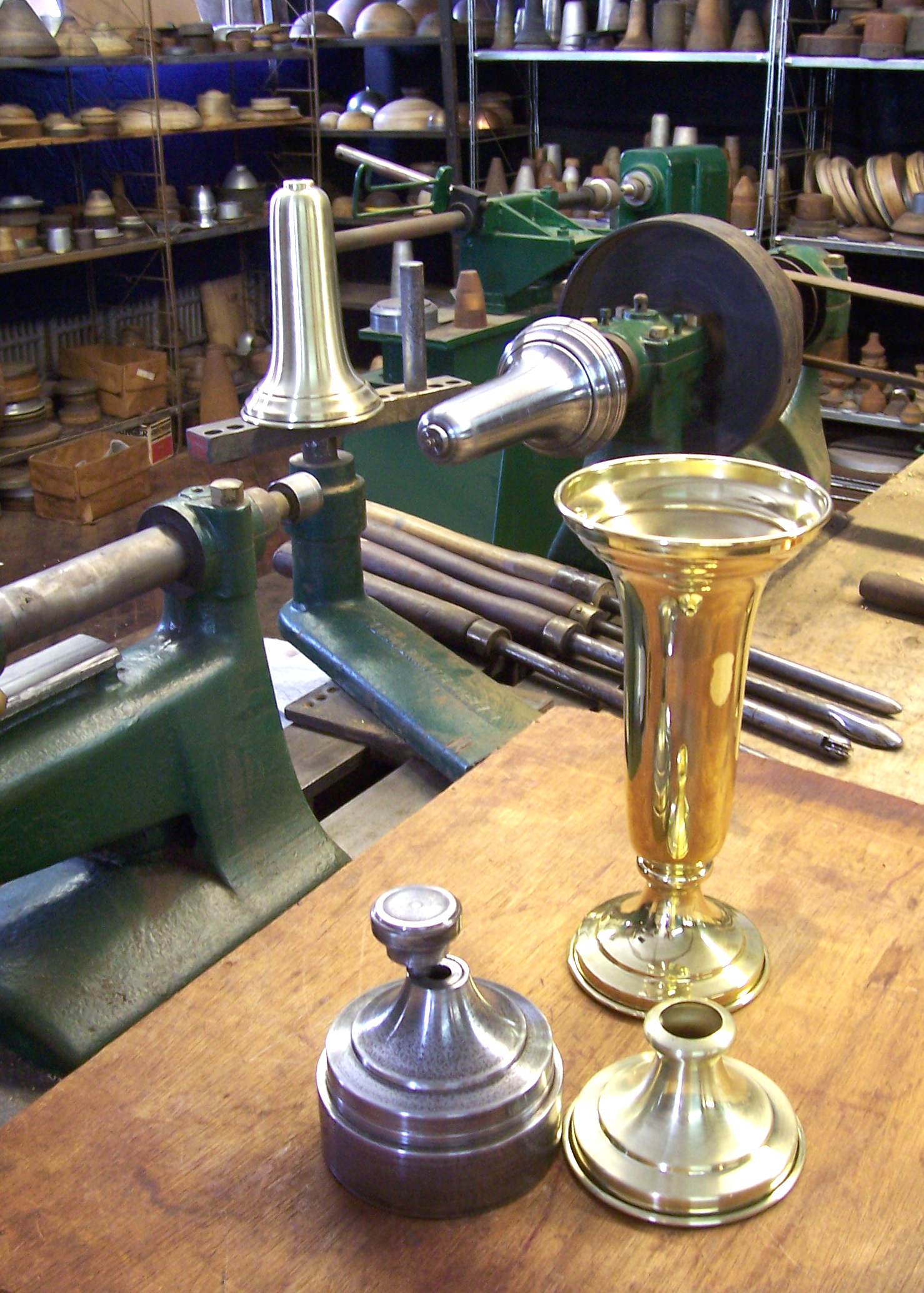
Op de voorgrond een bronzen geforceerde vaas. Op de achtergrond een draaibank met daarop forceergereedschap.

Forceren is een mechanische vormgevingstechniek voor metalen waarbij het metaal in een bepaalde vorm wordt gedwongen. 

## Werking
Forceren wordt meestal gedaan op een draaibank waarbij het metaal over een vorm wordt gedwongen door er hard tegen te duwen terwijl het ronddraait. Dit type draaibank heet forceerbank. Het metaal zelf wordt niet speciaal verwarmd of op een andere manier gemakkelijker vervormbaar gemaakt. De forceerder klemt een rond plaatje metaal tussen de meedraaiende center en het smalste gedeelte van de matrijs ('klos'). De bank gaat draaien en de forceerder drukt stapsgewijs het metaal over de matrijs. Hierdoor ontstaat een hol rond product zoals een beker of reflector. 
De bewerking is te vergelijken met vormen van een werkstuk van klei op een pottenbakkersschijf. Daarbij vervullen de handen de functie van het forceergereedschap. Het vakmanschap uit zich in het gelijkmatig houden van de wanddikte van het metaal in het eindproduct. Het alleen naar voren 'dwingen' van het snel draaiende metaal maakt het materiaal dunner. Om te voorkomen dat het materiaal gaat scheuren wordt iedere beweging naar voren gevolgd door een beweging terug (stuiken). Bij materiaal (zoals koper) dat zich tijdens dit proces verhardt, kan het nodig zijn het materiaal tijdens het forceerproces meermaals te ontlaten. Tijdens het forceren, waarbij het materiaal door de wrijving warm wordt, wordt het oppervlak permanent vet gehouden om te voorkomen dat het gladde, zeer geharde, metaal van het gereedschap zich 'invreet' in het snel draaiende metaal. De forceertechniek wordt veel toegepast voor het vervaardigen van bijvoorbeeld metalen lampenkappen of keukengerei zoals pannen en deksels.
De forceerder is met een stevige band, die vrij draaiend is verbonden rond de steel van de leunspaan, onder zijn middel aan de machine verbonden. Hij gebruikt vooral de massa van zijn lichaam om voldoende kracht uit te kunnen oefenen. Het gereedschap bestaat uit lange handvatten met of een rollend element aan de voorkant, of een glad vast stuk metaal. De draaibank verschilt ten opzichte van een houtdraaibank in de stijfheid. Bij forceren treden grotere krachten op zodat alles zwaarder is uitgevoerd (dikkere as, zwaardere kogellagers, steviger bed e.d.), in de leunspaan (bij een forceerbank vlak van boven met een rij gaten waarin pennen gestoken worden waar het gereedschap tegen aan wordt geduwd) en in de losse kop, die sterk gericht is op serieproductie (snel in te stellen op een vaste lengte) en een lange pinole heeft. Bij handforceerbanken is het bed vaak verbreed, zodat de leunspaan optimaal ondersteund wordt.
Het forceren van producten kan in veel gevallen goedkoper zijn dan andere technieken om ronde vormen uit dun metaal te maken, zoals dieptrekken, doordat de gereedschapskosten lager zijn.
Door de introductie van forceerautomaten is er veel veranderd. Moderne machines zijn geheel computergestuurd. Het gereedschap zit daarbij in een kruisslede en wordt hydraulisch aangeduwd.
Overdrachtelijk wordt dit woord gebruikt om aan te geven dat iets wordt doorgedrukt.